# Agneepath (film 2012)
Agneepath (hindi अग्निपथ) (titolo in occidente Walking Through Fire) è un film del 2012 diretto da Karan Malhotra, remake del film Agneepath del 1990.

## Trama
Dopo l'omicidio del padre, il giovane Vijay è costretto a scappare a Mumbai assieme alla madre e alla sorella. Il desiderio di vendicare il padre comincia ad insinuarsi in lui e ad animare la sua esistenza: con l'obiettivo di ritornare a Mandwa da persona che conta per poter vendicare l'omicidio del padre, Vijay entra in una banda di malavitosi diventando il pupillo del boss. Diventato adulto si troverà, come voleva, faccia a faccia con l'assassino del padre.

## Critica
Al confronto dell'originale, il film ha avuto riscontri positivi da critica e pubblico avendo ricevuto un rating di 6,5 stelle su 10.

## Colonna sonora
La musica di Agneepath è stata composta da Ajay-Atul, e i testi da Amitabh Bhattacharya. Sony Music ha acquisito i diritti dell'album per 90 milioni₹ (1.4 milioni di dollari) e ha pubblicato la versione digitale il 16 dicembre 2011, seguita da una release di massa il 19 dicembre 2011. Il direttore del marketing della Sony Music Sanujeet Bhujabel, ha rivelato che i live strumentali sono stati usati nella colonna sonora del film
Nel gennaio del 2012, venne fatto causa alla Sony Music e alla Dharma Productions per plagio da un ingegnere di Mumbai per la canzone "O Saiyyan" presente nell'album. La corte di Nagpur ha ordinato a Johar di far uscire il film solo dopo aver tolto la canzone dalla colonna sonora.

### Tracce
1. Shreya Ghoshal – Chikni Chameli – 5:03
2. O Saiyyan – 4:38
3. Gun Gun Guna – 4:36
4. Shah Ka Rutba – 5:23
5. Sonu Nigam – Abhi Mujh Mein Kahin – 6:04
6. Deva Shree Ganesha – 5:56

## Riconoscimenti
- 2013 – Filmfare Awards[6]
  - Candidatura per il miglior attore a Hrithik Roshan
  - Candidatura per il miglior attore non protagonista a Rishi Kapoor
  - Candidatura per il miglior paroliere a Amitabh Bhattacharya per Abhi Mujh Main Kahin
  - Candidatura per il miglior cantante in playback maschile a Sonu Nigam per Abhi Mujh Main Kahin
  - Candidatura per la miglior cantante in playback femminile a Shreya Ghoshal per Chikni Chameli
- 2013 – IIFA Awards[7]
  - Best Actor in a Negative Role a Rishi Kapoor
  - Miglior paroliere a Amitabh Bhattacharya per Abhi Mujh Main Kahin
  - Miglior cantante in playback maschile a Sonu Nigam per Abhi Mujh Main Kahin
  - Miglior cantante in playback femminile a Shreya Ghoshal per Chikni Chameli
  - Miglior Coreografia a Ganesh Acharya per Chikni Chameli
  - Candidatura per il miglior attore a Hrithik Roshan
  - Candidatura per il miglior attore in un ruolo negativo a Sanjay Dutt
  - Candidatura per il miglior direttore musicale a Ajay−Atul
  - Candidatura per il miglior cantante in playback maschile a Ajay Gogavale per Deva Shree Ganesha
- 2013 – Stardust Awards[8]
  - Miglior attore in un ruolo drammatico a Hrithik Roshan
  - Miglior attore in un ruolo negativo a Sanjay Dutt
  - Miglior direttore di musica debuttante a Ajay−Atul
- 2013 – Screen Actors Guild Award[9]
  - Candidatura per il miglior attore a Hrithik Roshan
  - Candidatura per il miglior cattivo a Rishi Kapoor
  - Candidatura per il miglior cattivo a Sanjay Dutt
  - Candidatura per il miglior regista debuttante a Karan Malhotra
  - Candidatura per il miglior design a Sabu Cyril
  - Candidatura per la migliore coreografia a Ganesh Acharya per Chikni Chameli
  - Candidatura per il miglior regista per film d'azione a Abbas Ali Moghul
- 2013 – Zee Cine Awards[10]
  - Miglior attore in un ruolo negativo a Rishi Kapoor
  - Miglior cantante in playback maschile a Sonu Nigam per Abhi Mujh Main Kahin
  - Miglior coreografia a Ganesh Acharya per Chikni Chameli
  - Best Background Score a Ajay−Atul
  - Candidatura per il miglior attore a Hrithik Roshan
  - Candidatura per il miglior Film a Karan Malhotra
  - Candidatura per la canzone dell'anno per Chikni Chameli